# Център Алос
Центърът за неформално образование и културна дейност АЛОС е независимо сдружение, което реализира широк спектър от дейности в сферата на образованието и културата.

## Организация
Център Алос е неправителствена организация, регистрирана по Закона за юридическите лица с нестопанска цел в обществена полза. Сдружението се представлява официално от председател и заместник-председател, които към момента са съответно Любен Кулелиев и д-р Добрин Атанасов. Ръководи се от управителен съвет, който координира дейността и определя насоките в работа на организацията. Център Алос поддържа екип от експерти в различни социални области, които подпомагат качествената реализация на дейността му.

## Мисия
Мисията на организацията е: създаване на подходяща културна и социална среда за пълноценен живот в България и за постигането ѝ=
АЛОС работи за:
- създаване на образователни алтернативи за подготовка на артисти, формиране на публики и стимулиране на културен контекст.
- насърчаване на връзки между артисти, културни мениджъри, НПО, институции и бизнес с цел поддържане на културни мрежи.
- задълбочаване на международните културни връзки чрез стимулиране обмена на културни продукти, артисти, също и обучаващи се в областта на изкуството и културата.
- оптимизиране на неформалните образователни практики в сферата на изкуството за обучение на младежи и деца за запознаване с адекватни на съвремието изразни средства, форми и възможности за себеизразяване.
- прилагане на средствата на изкуството за преодоляване на обществената изолация и социалното изключване на общности и хора в неравностойно социално положение.
- логистична и административна подкрепа на алтернативна културна продукция.

## Дейност
Сдружението осъществява дейността си в следните направления.
Културни политики, културен мениджмънт, образование в сферата на културата
Направлението включва организация на творчески изяви, фестивали и публични събития, насочени към разширяване на съществуващия в страната културен диапазон. Център Алос подкрепя дебютни изяви на млади артисти, подпомага подготовката им и оказва организационна подкрепа за техните реализации пред публика. Сдружението създава неформални образователни платформи за подготовка на артисти и публики, инициира културни събития с образователен характер, популяризира алтернативни културни пространства. Организацията работи в тясна връзка с артисти, образователни и културни институции, представители на неправителствения сектор и бизнеса.
Обществени кампании и работа с общности и хора в неравностойно социално положение
Това направление включва организиране на кампании, насочени към решаване на актуални обществени проблеми; набиране на средства и реализиране на дейности свързани с подпомагане на социалната адаптация на хора и общности в неравностойно социално положение. Целевите групи са: деца лишени от родителска грижа, хора с увреждания, с наркотична или алкохолна зависимост. Център Алос полага усилия за повишаване на квалификацията на работещите в социалната сфера (социални работници и поддържащ персонал на специализирани домове и социални учреждения), като предлага обучения, насочени към разширяване на компетенциите за използване на различни артистични практики. Екипът вярва, че функционирането на социалните системи и организации в най-голяма степен зависи от квалификацията, кондицията и мотивацията на работещите в тях специалисти. Ежегодно организира благотворителни обществени кампании за подпомагане социалната адаптация на хора в неравностойно положение.
Работа с младежи
Дейността на център Алос в това направление е свързана с организиране на международни и регионални младежки проекти в сферата на неформалното образование, в които основният инструмент за педагогическа работа са различните артистични форми. Водещата насока е свързана с прилагане на средствата на изкуството за стимулиране на социалната активност на младите хора, към създаване на възможности за творческа изява и обмяна на идеи и опит. Организацията работи предимно със студенти и ученици от артистични специалности и с младежи с интерес в сферата визуалните и сценичните изкуства. Център Алос е в партньорска мрежа с младежки организации от Германия, Италия, Испания, Литва, Словения, Сърбия, Румъния, Унгария и други. Сдружението периодично изпраща групи за участие в международни младежки обмени, инициативи и обучения по програма „Младежта в действие“ на ЕС в различни страни на Европа.
Музикално-издателска и продуцентска дейност
Център Алос представлява юридически музикалния лейбъл „MISSSKIN.NET“. Лейбълът извършва продуцентска и издателска дейност на некомерсиална музикална продукция; подкрепя логистично и организационно независими музикални проекти и артисти; инициира прояви свързани с развитието на алтернативната музикална сцена.
Образователни и консултантски услуги
Център Алос извършва набор от образователни и консултантски услуги, съобразени с нуждите на целевите групи, към които е насочена дейността му.
Основните сфери на дейност на центъра са:
- посредничество и консултации за установяване на връзки и диалог между представители на неправителствени организации на местно и национално и международно равнище
- създаване на програми за обучения и адаптиране на външни образователни модели от полето на неформалното образование
- организация и провеждане на работни срещи, обучителни семинари и конференции
- подпомагане взаимодействието между български организации и международни програми и структури
- изготвяне на документации и презентационни материали за дейности на институции и неправителствени организации
- проучвания, анализи и публикации

## Членове
Към момента членовете на Център за неформално образование и културна дейност АЛОС са: Любен Кулелиев, Добрин Атанасов, Росица Маринова, Десислава Цонева, Никола Бошнаков, Андро Стубел, Дора Тодорова, Лиляна Тръпчева, Марта Личева

## История
Център АЛОС е учреден през 2003 г. като организация в частна полза. Учредителите са студенти и младежи, които заедно участват в международни младежки обмени, организирани от сдружение „Изкуство в действие“. Тези проекти отразяват тогавашната европейска политика в сферата на неформалното образование и са предимно в сферата на изкуството и културата. Първоначалната дейност на организацията е свързан с иницииране и участие в подобни младежки проекти, финансирани по европейската програма „Младеж“, наследилата я „Младежта в действие“, както и по съществувалата тогава програма „Алавида“. На тази основа Център Алос създава солидна партньорска мрежа със сродни организации от Германия, Холандия, Чехия, Румъния, Словения, Литва, Естония, Италия, Унгария и други страни.
В последвалите години дейността на Център Алос се разширява по посока свързана с професионалните занимания на членовете му в областта на образованието, визуалните изкуства, музиката, културния мениджмънт, младежките и социалните дейности.
От 2007 г. сдружението започва юридически да представлява независимия музикален лейбъл „missskin.net“, чрез който извършва продуцентска и издателска дейност на некомерсиална музикална продукция, организира фестивали и концерти.
Също така организацията се включва в екологични инициативи и инициира дейности, насочени към работа с деца в неравностойно положение. Продължават и участията в международни младежки обмени, свързани предимно със сценични и визуални и изкуства.
През 2011 г. Център Алос започва осезателно да разширява дейността си, което налага разширяване на състава и пререгистрация на организацията в обществена полза. Основни усилия се съсредоточават към реформиране на художественото образование в България. За целта е създадена образователната платформа „Паралелни стъпки, паралелни пространства“, която получава финансовото си обезпечаване основно от Фондация „Америка за България“. Стартират и образователни инициативи свързани с киното и музиката.